# Vincenzo Bettoni
Vincenzo Bettoni (Melegnano, 1 de juliol de 1881 - Milà, 4 de novembre de 1954) fou un baix operístic italià que va actuar internacionalment de 1902 a 1950. Va ser artista resident a La Scala de Milà de 1926 a 1940, i després va continuar aparèixent-hi periòdicament com a artista convidat fins al 1950. Altres teatres d'òpera on va cantar durant la seva carrera van incloure el Liceu, el Covent Garden de Londres, el Teatro Colón, el Teatro di San Carlo, el Teatro Regio en Torí, l'Òpera de l'Estat de Viena, i l'Òpera de Zurich entre d'altres.